# Mycale radiosa
Mycale radiosa är en svampdjursart som först beskrevs av James Scott Bowerbank 1876.  Mycale radiosa ingår i släktet Mycale och familjen Mycalidae.
Artens utbredningsområde är Peru. Inga underarter finns listade i Catalogue of Life.